# Цыганок, Екатерина Михайловна
Екатерина Михайловна Цыганок (1912, село Коньково, Екатеринославская губерния, Российская империя — 2003, село Стыла, Старобешевский район, Донецкая область) — свинарка колхоза имени Ленина Старо-Бешевского района Сталинской области, Украинская ССР. Герой Социалистического Труда (1958).

## Биография
Родилась в 1912 году в крестьянской семье в селе Коньково. В 1927 году её семья была раскулачена: мужчины её семьи были сосланы на строительство Беломорского канала, а женщины высланы в Еленовские Карьеры. Трудилась на свиноферме колхоза имени Ленина Старо-Бешевского района. После замужества переехала в село Стыла. Пережила немецкую оккупацию. В послевоенное время продолжила трудиться свинаркой.
Ежегодно показывала высокие трудовые результаты в свиноводстве. Указом Президиума Верховного Совета СССР от 26 февраля 1958 года удостоена звания Героя Социалистического Труда за «особые заслуги в развитии сельского хозяйства и достижение высоких показателей по производству зерна, сахарной свёклы, мяса, молока и других продуктов сельского хозяйства и внедрение в производство достижений науки и передового опыта».
В 1959 году участвовала во Всесоюзной выставке ВДНХ.
Воспитала пятерых детей. Проработала свинаркой до выхода на пенсию. Проживала в селе Стыла. Умерла в 2003 году.

## Награды
- Герой Социалистического Труда
- Орден Ленина
- Малая серебряная медаль ВДНХ (1959).